# سوگاموسو
سوگاموسو (به اسپانیایی: Sogamoso) یک سکونتگاه مسکونی در کلمبیا است که در بخش بویاکا واقع شده‌است.

## خصوصیات
سوگاموسو ۲۰۸٫۵۴ کیلومترمربع مساحت و ۱۰۶٬۰۰۶ نفر جمعیت دارد و ۲٬۵۶۹ متر بالاتر از سطح دریا واقع شده‌است.